# Valby Vænge
Valby Vænge er et kvarter i Valby, Københavns Kommune.
De 120 huse i Valby Vænge blev påbegyndt 1917 og stod færdige i 1918. Arkitekt var J.L. Meulengracht, mens bygherre var grosserer Albert Svendsen, som fik billige lån af Københavns Kommune. Som modydelse blev der tinglyst en tilbagekøbsret på samtlige huse. Den betød, at Københavns Kommune kunne købe grundene tilbage til den oprindelige (og dermed i fremtiden yderst attraktive) salgssum. Tilbagekøbsretten er stadig gældende på nogle ejendomme, men mange husejere i området har valgt at købe sig fri af den.
Samtlige huse er bygget af genbrugsmaterialer primært hentet fra den gamle hovedbanegård (se også Palads Teatret), men også fra andre af datidens byggepladser i København. 
Oprindelig var der 120 huse, men ét er siden revet ned, fordi det var angrebet af hussvamp. I 2011 blev dette hus genopført i overensstemmelse med lokalplanen for området.
Kvarteret bestod til at begynde med af udlejningsejendomme, som blev lejet ud til jernbanefunktionærer, små selvstændige håndværkere og andre, der flyttede ud af København eller flyttede fra land til by. Senere blev det andelsboliger og mod slutningen af besættelsen blev det omdannet til ejerboliger. Helt frem til år 2000 anvendte Københavns Kommune imidlertid stadig enkelte ejendomme som udlejningsejendomme.